# USS Georgia (SSGN-729)
USS Georgia (SSGN-729) – amerykański okręt podwodny napędzany przez siłownię jądrową, pierwotnie przenoszący 24 pociski balistyczne SLBM typu Trident II D-5. Aktualnie, jeden z czterech okrętów typu Trident / Ohio przekształconych z okrętu przenoszącego pociski balistyczne, na okręt-nosiciel pocisków manewrujących woda-ziemia i woda-woda, pozostających w służbie US Navy